# 华丰古庙
华丰古庙，位于中国广东省江门市迎宾大道和丰乐路交界处。2000年9月20日，列入江门市第三批文物保护单位。
华丰古庙建于清乾隆年间，光绪三十四年（1908年）重修。主体建筑为二进深，单檐硬山顶，总面积297平方米。

## 鄰近建築
- 天沙河

- 东湖公园

- 耙冲水閘

- 港口中學

- 美景小學

- 美景公園